# Просфорник

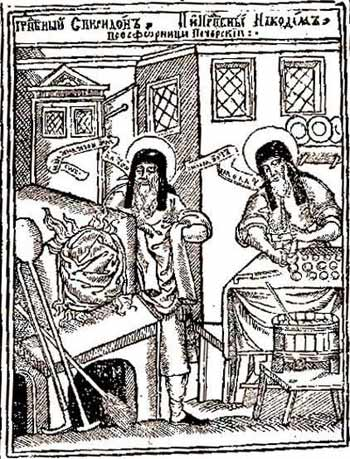
Монахи-просфорники Киево-Печерского монастыря Никодим и Спиридон за работой. Гравюра Илии. 1661

Просфо́рник — благочестивый насельник монастыря (или служащий храма), часто, — клирик, занимающийся выпечкой различных про́сфор, хлебов для литии и артосов.
Во время приготовления просфор просфорник обязан (вслух или про себя) читать молитвы и не отвлекаться ничем другим. Чем дольше и усерднее промешивается тесто, тем качественнее получаются просфоры из него.
В женских монастырях и в бедных приходах просфоры выпекаются просфо́рнями (просфо́рницами, устар. про́свирницами, про́свирнями). Актом Московского собора 1551 года к этой должности допускаются только единобрачные вдовицы от 40 до 60 лет. Тем же Собором просвирням было запрещено что-либо приговаривать во время работы по выпечке просфор, кроме молитв.